# Milejczyce (village)
Pour les articles homonymes, voir Milejczyce.
Milejczyce est un village polonais de la voïvodie de Podlachie et du powiat de Siemiatycze. Il est le siège de la gmina de Milejczyce et comptait 1 100 habitants en 2006.
Selon le recenssement de la commune de 1921, ont habité dans le village 1.180 personnes, dont 32 étaient catholiques, 500 orthodoxes, et 648 judaïques. Parallèlement, 499 habitants ont déclaré avoir la nationalité polonaise, 2411 la nationalité biélorusse et 440 la nationalité juive. Dans le village, il y avait 224 bâtiments habitables.